# Czersk
Czersk (ted. Czersk, dal 1942 al 1945 Heiderode) è un comune urbano-rurale polacco del distretto di Chojnice, nel voivodato della Pomerania.
Ricopre una superficie di 379,85 km² e nel 2004 contava 20 380 abitanti.